# Operation Ripper
Operation Ripper, auch bekannt als Vierte Schlacht um Seoul, war eine militärische Operation der Vereinten Nationen (UN), die von der 8. US-Armee, unter General Matthew Ridgway, während des Koreakriegs durchgeführt wurde.

## Hintergrund
Mit der Niederlage bei Incheon Mitte September und dem Vormarsch der UN-Truppen nach Nordkorea stand die nordkoreanische Volksarmee am Rande des Zusammenbruchs. Mit dem Eintritt Chinas in den Krieg waren die UN-Truppen jedoch gezwungen, sich auf den Busan-Perimeter zurückzuziehen. Auch wenn es bisher keine unanfechtbaren Belege dafür gab, dass die chinesischen Truppen den 38. Breitengrad in voller Stärke überqueren und in Südkorea einmarschieren würden, ging General MacArthur dennoch von einem solchen Szenario aus. Als wahrscheinlichsten Zeitpunkt für einen solchen Angriff nannte er die Silvesternacht. Am 23. Dezember 1950 musste MacArthur einen Rückschlag verkraften, als Walton Walker, der Kommandeur der 8. Armee, bei einem Autounfall starb. Als MacArthur die Nachricht von Walkers Tod erhielt, ernannte er Lieutenant General Matthew Ridgway zu Walkers Nachfolger. Nach der erfolgreichen Operation Thunderbolt vom 25. Januar bis zum 11. Februar 1951 und den Niederlagen bei Chipyong-ni und Wonju zogen sich die chinesisch-koreanischen Truppen nach Hoengseong zurück.
Mit dem Rückzug des Feindes ordnete Ridgway sofort einen weiteren Vorstoß mit der Bezeichnung Operation Killer an. Auf Grund des schlechten Wetters und logistischer Probleme konnte die Operation nur geringe Erfolge erzielen. Dennoch hatte die Operation positive Auswirkungen auf den weiteren Verlauf des Krieges. Sie stellte die Linie östlich von Yangpyeong über Hoengsong nach Pangnim wieder her, welche die chinesische Gegenoffensive durchbrochen hatte. Darüber hinaus eröffnete der Einsatz der Marinedivision in diesem schwierigen Sektor die Möglichkeit eines aggressiveren Vorgehens, als Ridgway zuvor in Erwägung gezogen hatte. Außerdem konnten die Pioniertruppen wertvolle Erfahrungen im Umgang mit dem koreanischen Wetter sammeln.

## Auftakt
Am 25. Februar begann Ridgway, seine Strategie neu zu bewerten und zu verfeinern. Unter Berücksichtigung von MacArthurs früherer Anweisung, sich nicht auf den Han oder andere willkürliche Linien zu beschränken, sondern weiter bis zur chinesischen Hauptverteidungslinie vorzustoßen, beschloss Ridgway, die gesamte 8. Armee in einer Generaloffensive gegen die chinesisch-koreanischen Truppen zu werfen. Bei einem Erfolg würde die 8. Armee bis zum 38. Breitengrad vorstoßen. Es wurden mehrere Pro- und Kontra-Argumente für oder gegen die Überquerung des 38. Breitengrades diskutiert.
- Die Vereinigten Staaten und die Vereinten Nationen waren die moralische Verpflichtung eingegangen, ein „vereinigtes, unabhängiges und demokratisches Korea“ zu schaffen. Trotz der Intervention Chinas, das dieses ehrgeizige Ziel untergrub, wäre es moralisch verwerflich, sich mit weniger als einem umfassenden militärischen Sieg zufriedenzugeben. Außerdem sollte China für sein aggressives Vorgehen zur Rechenschaft gezogen werden.

- Die Bemühungen Washingtons, Peking zu Verhandlungen zu bewegen, waren erfolglos geblieben. Die fortgesetzte Verfolgung der chinesischen Truppen über den 38. Breitengrad hinaus könnte Peking zu Verhandlungen bewegen.

- Ungeachtet seiner gegenteiligen Äußerungen könnte Peking insgeheim bereit für Verhandlungen sein und sich mit dem Status quo ante bellum zufriedengeben. Sollte die 8. Armee den 38. Breitengrad überschreiten, würde Peking „sein Gesicht verlieren“ und sich möglicherweise gegen Verhandlungen entscheiden.

- Ein vollständiger Sieg in Korea war wahrscheinlich nicht zu erreichen. Peking verfügte über eine praktisch unbegrenzte Truppenstärke. Darüber hinaus könnte Moskau offen in den Krieg eingreifen.

- Die Verbündeten Washingtons, insbesondere die Briten, lehnten die Überquerung des 38. Breitengrades entschieden ab. Es stand zu befürchteten, dass die Überquerung des Breitengrades zu einer „Ausweitung des Krieges“ mit Peking und möglicherweise zu einer sowjetischen Intervention und dem Dritten Weltkrieg führen würde.
- Der Krieg war eine teure Belastung. Ein fortgesetzter Einsatz im strategisch eher unwichtigem Korea würde den Aufbau der NATO in Westeuropa ernsthaft verzögern.

- Der Krieg war zu diesem Zeitpunkt bereits deutlich unbeliebt und stellte eine erhebliche politische Belastung dar. Auf amerikanischer Seite waren bereits mehr als 60.000 Tote zu beklagen. Die Überquerung des 38. Breitengrades könnte den Widerstand gegen den Krieg verstärken und möglicherweise sogar zu einer offenen Auflehnung und schließlich zu einer politischen Krise führen.
Dean Acheson, der Außenminister, der sich zuvor für die Überschreitung des 38. Breitengrades zur Verfolgung der Nordkoreaner eingesetzt hatte, sprach sich nun entschieden gegen ein solches Vorgehen aus. In einem Strategiepapier des Außenministeriums argumentierte er, dass weder Washington noch die UNO rechtlich verpflichtet seien, Korea mit militärischer Gewalt zu vereinigen. Der Außenminister leitete das Papier an den Verteidigungsminister George Marshall und die Generalstabschefs zur Stellungnahme weiter und schlug vor, es als Grundlage für Gespräche mit Präsident Truman zu verwenden. Außerdem empfahl er, MacArthur „genauere Anweisungen“ bezüglich des Breitengrades zu erteilen.

Der Generalstab führte aus, dass der Staat militärische Operationen (der Halt am 38. Breitengrad) auf der Grundlage „aktueller politischer Umstände“ beschließe, anstatt neue, langfristige politische Ziele in Korea zu entwickeln, die als Grundlage für militärische Operationen dienen könnten. Des Weiteren würde die Ankündigung eines Stopps am 38. Breitengrad dem Gegner wertvolle Informationen liefern und die 8. Armee in eine militärische Zwangslage bringen. Tatsächlich sprachen sich zwei Mitglieder des Generalstabs (Joint Chiefs of Staff, JCS) für einen militärischen Einmarsch in Nordkorea aus. Forrest Sherman bevorzugte die Einnahme der nordkoreanischen Hauptstadt Pjöngjang mit der Begründung, dass eine solche Aktion Washington in eine vorteilhaftere Position für Verhandlungen mit Peking versetzen würde.
General Collins stimmte mit dieser Einschätzung überein. Die chinesischen Kommunisten seien „unentschuldbar leichtsinnig“ gewesen, als sie sich mit ihren stärksten militärischen Kräften mit den Vereinigten Staaten anlegten, was zu einer „verheerenden Niederlage“ geführt habe. Er schlug vor, dass die UNO, falls sie Pjöngjang zurückerobern würde, auch Wonsan zurückerobern und eine Linie von Wonsan nach Pjöngjang einrichten sollte. Collins merkte an, dass eine Linie Wonsan–Pjöngjang eine starke Verteidigungsposition darstellen würde. Nach umfassender Diskussion und Klärung aller Punkte schloss sich Marshall der Position des JCS an. Auch stimmte er mit den Stabschefs überein, dass Achesons Papier nicht an den Präsidenten weitergeleitet wurde. Zudem hielt er eine umfassende Überprüfung der Korea-Politik auf Ebene des NSC für erforderlich. Bis das Ergebnis dieser Überprüfung vorliege, seien keine weiteren Anweisungen an MacArthur zu geben, da dieser bereits zugesagt habe, den 38. Breitengrad nicht zu überschreiten, ohne dies vorher mit Washington abzuklären.

### Plan
Der allgemeine Vorstoß bestand aus zwei parallelen und gleichzeitigen Bewegungen. Die 25. Infanteriedivision (Major-General Bradley) des I. Korps sollte den Han östlich von Seoul an der Einmündung von Han und Pukhan überqueren. Von dort aus sollte sie nach Norden ins Hochland vordringen und Seoul und Uijongbu umgehen. Aus dem IX. Korps sollte die 1. Marinedivision (Major-General Oliver P. Smith) von Hoengsong über Hongchon bis Chunchon nach Norden vorrücken. Die 1. Kavallerie- (Major-General Charles Palmer) und die 2. Infanteriedivision (Major-General Clark Ruffner) sollten den Flankenschutz übernehmen. Rechts von der 2. Division befanden sich die 7. Division (Major-General Lyman L. Lemnitzer) sowie mehrere südkoreanische Divisionen.

### Streitkräfte

#### Vereinte Nationen
Die 8. Armee bestand aus 402.414 Soldaten, die aus den USA, Australien, Frankreich, Indien, den Niederlanden, den Philippinen, Schweden, Thailand, der Türkei und dem Vereinigten Königreich kamen. Diese Streitkräfte waren in fünf Korps gegliedert: I. Korps (Lieutenant-General Frank Milburn), IX. Korps (Major-General William M. Hoge), X. Korps (Lieutenant-General Edward M. Almond) sowie das I. Korps und das III. Korps des südkoreanischen Heeres (Daejang Paik Sun Yup).

#### China und Nordkorea
Den UN-Truppen standen rund 290.000 chinesische und nordkoreanische Soldaten gegenüber. Die Chinesen waren in sieben korpsgroße Armeen und zweiundzwanzig Divisionen mit einer Stärke von 204.000 Mann unterteilt und kontrollierten vorwiegend den westlichen und mittleren Teil der Front. Etwa 52.000 nordkoreanische Soldaten wiederum, die in drei Korps und vierzehn unterbesetzten Divisionen zusammengefasst waren, hielten den östlichen Sektor.

## Operationsbeginn

### Albany-Linie
Operation Ripper begann am 7. März um 5:45 Uhr im Sektor der 25. Division mit massivem Artilleriebeschuss. Im Laufe von zwanzig Minuten feuerten 148 Artilleriegeschütze 5.000 Schuss auf mutmaßliche feindliche Stellungen am Nordufer des Han ab. Um 6:15 Uhr wurde das Artilleriefeuer gedrosselt und auf Ziele tiefer innerhalb des Brückenkopfes umgeleitet. Bei der Überquerung des Flusses erzielten die Truppen einen vollständigen Überraschungserfolg. Die Verluste waren minimal. Sobald die Truppen das andere Ufer erreicht hatten, begannen die Pioniere in den Sektoren des 24., 27. und 35. Infanterieregiments mit dem Bau von Pontonbrücken. Die Errichtung der Pontonbrücken in den Sektoren des 24. und 35. Infanterieregiments gestaltete sich jedoch schwierig. Die unerwartet starke Strömung des Flusses stellte eine große Herausforderung für die Pioniere dar. Um 15:00 Uhr überquerte der erste Lastwagen den Fluss im Sektor des 24. Regiments. Die Errichtung der Pontonbrücke im Sektor des 35. Infanterieregiments dauerte volle vierundzwanzig Stunden. In der Zwischenzeit begann auf der rechten Seite die 1. Marinedivision ihren Vorstoß. Das 7. Marine-Regiment auf der linken und das 1. Marine-Regiment auf der rechten Seite, rückten in einer Linie vor, während das 5. Marine-Regiment seine Patrouillen im Hoengsong-Gebiet als Reserve der Division fortsetzte. Die beiden Regimenter stießen nur auf minimalen Widerstand und erreichten ihre Ziele ohne größere Verluste. Die Gesamtzahl der Verluste an diesem Tag belief sich auf sieben Verwundete.
Mit ähnlichen Erfolgen gegen den nach dem 10. März nachlassenden Widerstand erreichte die 25. Division zwischen dem 11. und 13. März die Albany-Linie. Das 35. Infanterieregiment, das als erstes die Linie erreichte, räumte eine schmale Zone auf der Ostseite des Pukhan. Auf der Westseite besetzten das 24. Infanterie- und das 27. Infanterieregiment die Höhen des Sobaek-Gebirges, die sich 2 bis 4 km von der Straße Seoul-Ch'unch'on entfernt befanden und auf einer Linie mit dem nördlichen Stadtrand von Seoul im Westen lagen. In der Hauptangriffszone stieß die 24. Infanteriedivision (Major-General Bryan) über den Yongmunsan vor, während die 1. Kavallerie-, die 6. ROK-Division (Sojang Chang Do-yong) und die 1. Marinedivision in Richtung Hongch'on vorrückten. Mit Ausnahme der 6. ROK-Division, die von den Kavalleristen und Marineinfanteristen auf beiden Seiten allmählich eingeklemmt wurde, stießen sie am 12. März beim Einbruch der Dunkelheit auf die Linie Albany vor. In der Zone des X. Korps bewegt sich die 2. Division auf der linken Seite durch den P'ungam-ni-Korridor, die 7. Division auf der rechten Seite entlang der Route 20 und die 5. ROK Division (Junjang Mim) über die Kämme in der Mitte. Gegen den schwindenden Widerstand erreichten die 2. und 7. Division am 13. März ihr Ziel; die 5. ROK-Division am folgenden Tag.

### Gegenmaßnahmen

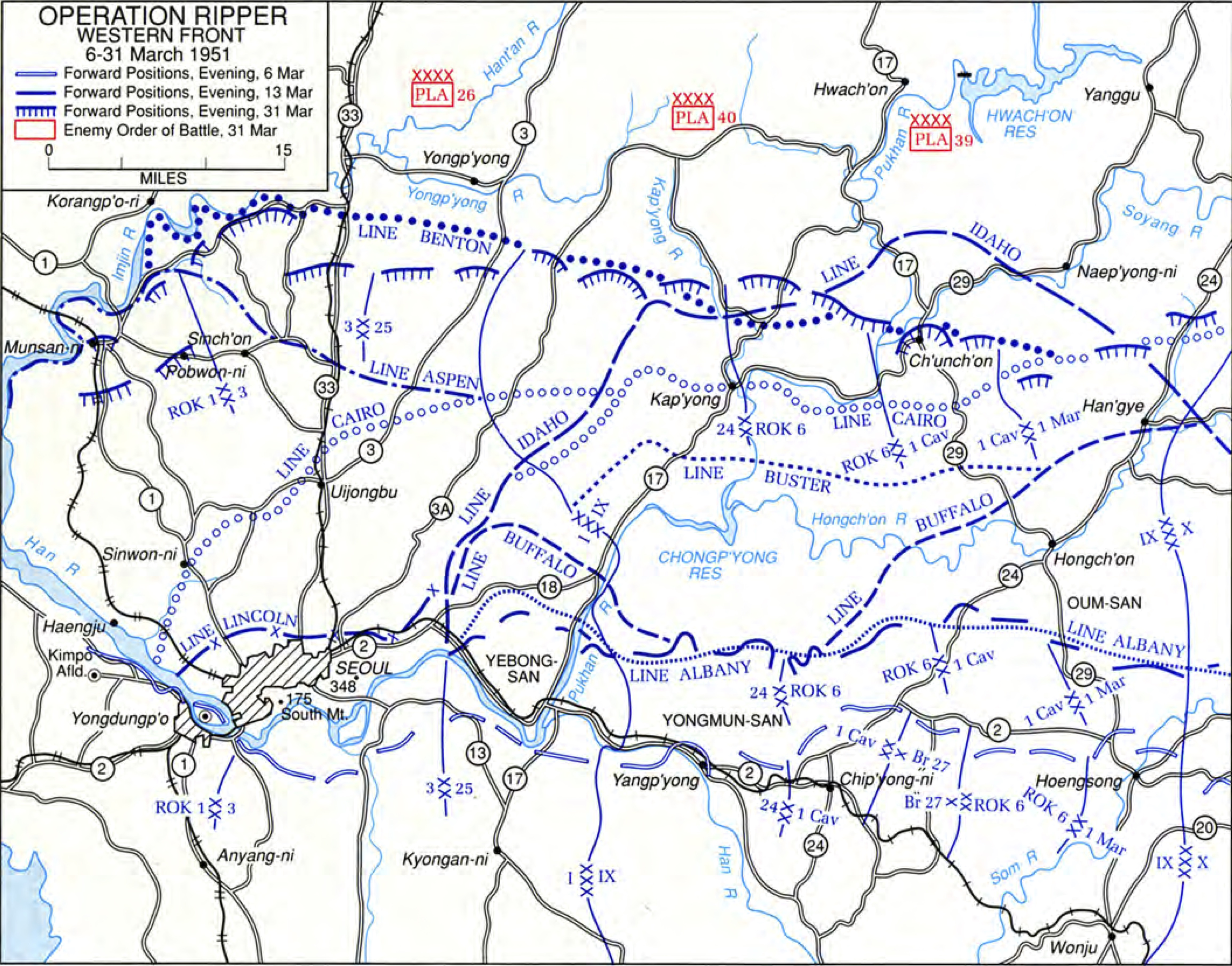
Westlicher Frontverlauf während der Operation Ripper

Nach Schätzungen des Nachrichtendienstes der Armee (G-2) sollten sich die chinesischen Nachhutverbände mit ihren übergeordneten Einheiten zusammenschließen und sich auf die nächstgrößeren Gebirgszüge bei Hongch'on zurückziehen. Von dort sollten sie den weiteren Vormarsch der 25. Division und der vier Divisionen des IX. Korps aufhalten. Der Hongch'on, der von Nordosten kommend bis zu einer Biegung unterhalb der Stadt Hongch'on in nach Westen fließt, um in den Pukhan zu münden, stellte ein großes Hindernis für das IX. Korps dar. Der Leiter des Nachrichtendienstes, Lieutenant Colonel James Tarkenton, rechnete damit, dass sich die nordkoreanischen Truppen auf den höheren Bergkämmen im Osten auf Positionen zurückziehen würden, die auf einer Linie mit denen der Chinesen im Aufmarschgebiet des IX. Korps lagen. Er rechnete jedoch nicht damit, dass die Nordkoreaner, die Seoul und das Gebiet westlich der Stadt verteidigten, ihre Positionen entlang des Han aufgeben würden. Des Weiteren ging Tarkenton davon aus, dass mit einem Gegenangriff aus Hongch'on zu rechnen sei, sobald, Ridgways Truppen in dieser Region eintrafen.

Obwohl die vom Nachrichtendienst der Armee gesammelten Beweise für eine Ansammlung feindlicher Truppen stichhaltig waren, waren sie in Bezug auf die Identifizierung und den Standort der Einheiten unvollständig und ungenau. Was der Nachrichtendienst Mitte Februar als Einmarsch von sieben neuen chinesischen Armeen in Korea gemeldet hatte, war im Wesentlichen die Rückkehr der drei nordkoreanischen Korps und neun Divisionen, die sich im vergangenen Herbst zur Reorganisation und Umschulung in die Mandschurei zurückgezogen hatten. Anfang Januar überquerte das nordkoreanische VI. Korps (Chungjang Choe Yong Jin) mit der 18., 19. und 36. Division den Yalu bei Ch'ongsongjin, 50 km nordöstlich von Sinuiju. Choe vermied die Route 1 und wich auf weniger befahrene Straßen aus, um seine Divisionen nach Süden in die Provinz Hwanghae zu führen und sie in der Gegend von Namch'onjom-Yonan nordwestlich von Seoul zu versammeln. Als er Mitte Februar dort eintraf, übernahm er das Kommando über die nordkoreanische 23. Brigade, die zuvor in der Region stationiert gewesen war, um den Haeju-Sektor an der Küste des Gelben Meeres zu verteidigen.

Der Armeenachrichtendienst erkannte am 1. März auch die Bewegung des VI. Korps nach Süden, wusste aber selbst zur Monatsmitte noch nichts vom Wiedereintritt des nordkoreanischen VII. (Chungjang Lee Yong Ho) und VIII. Korps (Chungjang Kim Chang Dok). Nach der Überquerung des Yalu bei Sinuiju im Januar zog das VII. Korps mit der 13., 32. und 37. Division in einer langwierigen Reihe unabhängiger Bewegungen untergeordneter Einheiten quer durch Korea bis in den Raum Wonsan und erreichte diesen Ende Februar. Zur gleichen Zeit betrat das VIII. Korps mit der 42., 45. und 46. Division erneut Korea bei Manp'ojin und bewegte sich ohne die 45. Division über die Halbinsel in den Raum Hungnam. Die 45. Division zog nach Inje, knapp oberhalb des 38. Breitengrades im Osten Koreas, um sich dem nordkoreanischen III. Korps anzuschließen und die 3. Division zu ersetzen, die das III. Korps bei seiner Verlegung an die Front im Raum Wonsan zurückgelassen hatte.

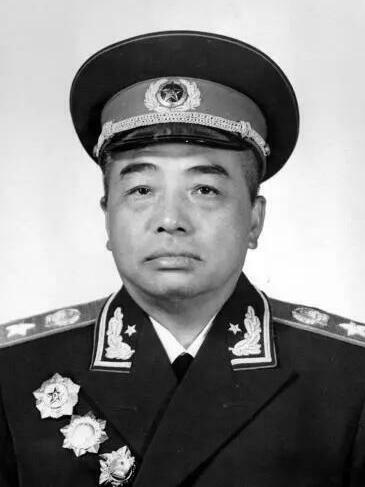
Der chinesische Oberbefehlshaber Peng Dehuai

In Wonsan übernahm Lee das Kommando über die 3. und die 24. Division, die in diesem Gebiet die Küste verteidigte. Mit der Ankunft von zwei Divisionen des Korps von Kim in Hungnam kamen zwei weitere Einheiten hinzu, die sich bereits in der Nähe befanden: die 41. Division und die 63. Brigade. Somit umfassten die nordkoreanischen Reserven im Raum Hungnam-Wonsan Anfang März zwei Korps mit acht Divisionen und einer Brigade. Noch in der Mitte des Monats waren dem Nachrichtendienst von Ridgway nur die beiden Divisionen und die Brigade bekannt, die sich bereits seit einiger Zeit in der Region befanden. Zu den nordkoreanischen Reserven im Westen Nordkoreas gehörte neben dem kürzlich eingetroffenen VI. Korps auch das IV. Korps (Chungjang Pak Chong Kok), dessen Standort und Zusammensetzung dem Nachrichtendienst der 8. Armee bis Mitte März noch nicht bekannt war. Das Hauptquartier des IV. Korps, das bis Ende Dezember im Nordosten Koreas operierte, war dann nach Westen in den Raum Pjöngjang verlegt worden. Seitdem hatte das Korps unter Pak mit der 4., 5. und 105. Panzerdivision sowie der 26. Brigade den Auftrag, die Küste des Gelben Meeres zwischen Chinnamp'o und Sinanju zu verteidigen.

Bis Anfang März umfassten die nordkoreanischen Reserven insgesamt vier Korps, vierzehn Divisionen und drei Brigaden. Viele Divisionen waren jedoch unterbesetzt, und bei einigen handelte es sich um rekonstituierte Einheiten, die kaum kampffähig waren. Anfang 1951 hatte Peng Dehuai den Oberbefehl über die chinesischen Streitkräfte übernommen. Mit dem Kommandowechsel begann auch der Nachschub an chinesischen Einheiten aus der Mandschurei. In den letzten beiden Februarwochen überquerte die XIX. Armeegruppe (Shàngjiāng Yang Dezhi) mit der 63., 64. und 65. Armee bei Sinuiju die koreanische Grenze, und in der ersten Märzhälfte versammelte Yang seine Truppen unweit des 38. Breitengrades nordwestlich von Seoul im Gebiet Kumch'on-Kuhwa-ri zwischen den Flüssen Yesong und Imjin. Ende Februar rückten auch das 9. Unabhängige Artillerieregiment und das 11. Artillerieregiment der 7. motorisierten Artilleriedivision ein.
Am 1. März war die IX. Armeegruppe (Shàngjiāng Song Shi-Lun) in das Gebiet in der Nähe des 38. Breitengrades hinter dem zentralen Sektor der Front vorgerückt. Der Armee-Nachrichtendienst hatte ihren Vorstoß schnell bemerkt, aber bis Mitte März gab es nur wenige Meldungen, die einen Vorstoß der IX. Armeegruppe nach Korea bestätigten. Die vier Armeen der XIII. Armeegruppe (Shàngjiāng Deng Hua) wurden in der ersten Märzhälfte an der Front abgelöst. Während diese Veränderungen an der Front vorgenommen wurden, begannen neue chinesische Streitkräfte in Korea einzurücken. Als erstes marschierte im März die 47. Unabhängige Armee unter dem Kommando von Chang Tien-yun ein, ebenso wie die 5. Artilleriedivision. Beide wurden der Armeegruppe XIII zugeteilt, erhielten aber keinen Kampfauftrag. Ihre Divisionen, die 139., 140. und 141., wurden in das Gebiet oberhalb von Pjöngjang geschickt, um Flugplätze in Sunan, Sunch’on bzw. Namyang-ni zu errichten. Nach diesen Einheiten rückte die III. Armeegruppe (Shàngjiāng Chen Geng) mit der 12., 15. und 60. Armee in Korea ein. Mitte März sammelt sich diese Gruppe in der Region Koksan-Sin'ggye-Ich'on nördlich des Gebietes, das von der neu eingetroffenen XIX. Armeegruppe besetzt war.

### Hongch'on und Seoul

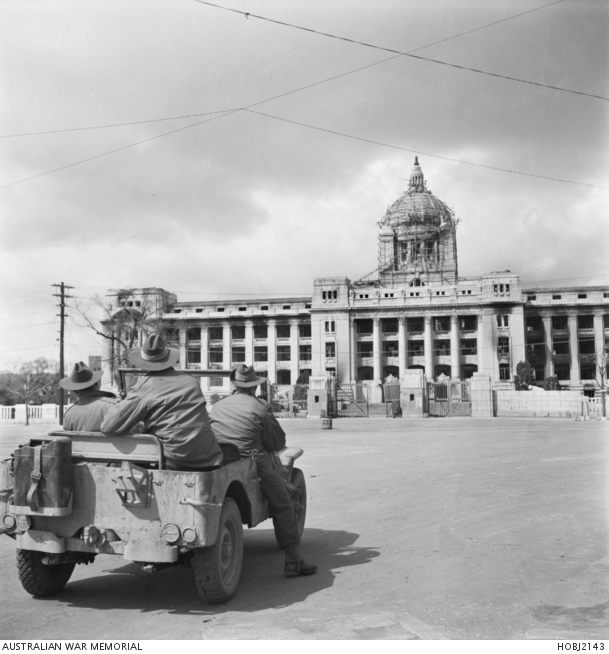
Aufnahme des Parlamentsgebäudes nach dem Beginn der Restaurierungsarbeiten

Am Abend des 13. März befahl Ridgway die nächste Phase der Operation, die am nächsten Morgen beginnen sollte. Im Westen sollte die 25. Division zu einem Abschnitt der Buffalo-Linie vordringen, der sich sechs Kilometer oberhalb der Straße von Seoul nach Ch'unch'on in einem Gebiet westlich des Pukhan befand. Die 1. Kavalleriedivision und die 1. Marinedivision sollten in einem Zangenmanöver gegen Hongch'on vorzustoßen und dann die Linie Buffalo oberhalb der Stadt besetzen, um die nach Nordwesten nach Ch'unch'on führende Route 29 und die durch das Hongch'on-Tal nach Nordosten verlaufende Route 24 zu blockieren. Sowohl die 1. Marinedivision als auch die 1. Kavalleriedivision kamen schnell voran. Unglücklicherweise zogen sich die Chinesen aus dem Gebiet um Hongch'on zurück, bevor sich die Zangen schließen konnten. Der Widerstand beschränkte sich auf Maschinengewehrfeuer, das den überstürzten Rückzug deckte. Hongch'on fiel am Nachmittag des 15. März kampflos an das 1. Bataillon des 7. Marine-Regiments.

Bereits am 12. März wurden Anzeichen für einen chinesischen Rückzug aus Seoul beobachtet. Die Luftaufklärung hatte festgestellt, dass sich eine große Anzahl von Truppen aus diesem Gebiet nach Nordwesten bewegte. Patrouillen der 3. Division, die auf der gegenüberliegenden Seite des Han Stellungen hielten, überquerten in der Nacht zum 12. März den Fluss und stellten fest, dass die Stellungen entlang des Ufers unbesetzt waren. In der folgenden Nacht rückten die Patrouillen der 3. Infanteriedivision (General Soule) mehr als einen Kilometer entlang des Flusses vor, ohne auf den Feind zu stoßen. Am 14. März überquerten erneut Patrouillen der 3. Division und der 1. ROK-Division den Han und entdeckten, dass wichtige Verteidigungsstellungen auf den Hügeln 348 und 175, östlich bzw. südöstlich von Seoul, verlassen worden waren. In der Nähe der Stadt, nördlich der Straße nach Seoul Ch'unch'on, war ebenfalls kein Feindkontakt festzustellen. Truppen der 1. ROK Division rückten in Seoul ein. Beim Erreichen des Parlaments in der Nähe des Stadtzentrums hissten sie die Nationalflagge auf der Kuppel.

Bei der weiteren Durchsuchung der Stadt stießen die Südkoreaner nur auf einige wenige nordkoreanische Deserteure, die über einen längeren Zeitraum von ihren Einheiten getrennt waren und daher keine aussagekräftigen Informationen liefern konnten. In der Nähe von Seoul führte eine Patrouille eine Inspektion des Geländes entlang der östlichen Peripherie der Stadt durch, ohne dabei feindliche Truppen zu stoßen. Zwei ROK-Kompanien rückten in das Gebiet westlich der Stadt vor, ohne auf Widerstand zu stoßen. Außerdem überquerte eine südkoreanische Patrouille den Han und marschierte ach Kilometer nach Norden, bevor sie Feindkontakt hatte. Die Luftaufklärung konnte im nähern Umkreis von Seoul keine feindlichen Aktivitäten ausmachen. Sie stellte jedoch umfangreiche Verteidigungsvorbereitungen und Truppen östlich und westlich der Route 3 etwa acht Kilometer nördlich fest; ungefähr auf halbem Weg zwischen Seoul und Uijongbu. In der Gewissheit, dass sich die Nordkoreaner aus Seoul und dem angrenzenden Gebiet zurückgezogen hatten, wies General Ridgway am späten Abend des 15. März Milburn an, das nächstgelegene Gelände oberhalb der Stadt zu besetzen.
Die zu besetzende Linie (Lincoln) verlief in einem Bogen über die Höhen drei Kilometer nordwestlich von Seoul und von dort in nordöstlicher Richtung, um sich mit der Linie Buffalo in der Zone der 25. Division zu verbinden. Ridgway überließ es Milburn, über die Stärke der Truppen zu entscheiden, die den Fluss überqueren sollten, beschränkte aber deren Vorwärtsbewegung, sobald sie sich auf der Linie Lincoln befanden, auf Patrouillengänge nach Nordwesten. General Milburn wies den Abschnitt der Linie Lincoln, der Seoul umfasste, der 1. ROK-Division und den kürzeren Abschnitt östlich der Stadt der 3. Division zu und beauftragte General Paik, seinen Sektor mit einem Regiment zu besetzen, während General Soule seinen mit einem Bataillon, verstärkt durch höchstens zwei Panzerzüge, halten sollte. Beide sollten Stoßtrupps auf die Suche nach feindlichen Kräften im Norden bzw. Nordwesten schicken. In der Zwischenzeit wurden Brücken über den Fluss gebaut, eine in jeder Divisionszone, so dass Paik ein zweites Regiment auf der Verteidigungslinie aufstellen und Soule seinen Brückenkopf ausbauen konnte. Am frühen Nachmittag zog das 15. ROK-Regiment durch Seoul und bezog auf der anderen Seite der Stadt Stellung, während das 2. Bataillon des 65. Infanterieregiments das Gebiet um den Hügel 348 besetzte.

### Ch'unch'on
Am Morgen des 16. März entdeckten die Marineinfanteristen, die am Vortag durch starke feindliche Stellungen östlich von Hongch'on aufgehalten worden waren, dass sich die Besatzung in der Nacht zurückgezogen hatte. Sie stießen nur auf leichten Widerstand, als sie in Richtung der Linie Buffalo nördlich und nordöstlich von Hongch'on vorstießen. In der westlichen Hälfte der Zone des IX. Korps stießen Patrouillen der 24. Division und der 6. ROK-Division, die sich oberhalb des Chongp'yong-Stausees und des Hongch'on befanden, auf nur geringen Widerstand. Unmittelbar westlich des Hongch'on stieß die 1. Kavalleriedivision jedoch seit ihrem Eintreffen am Hongch'on am 14. März auf schweres Feuer und zahlreiche, wenn auch kleine, feindliche Gruppen, während sie zwei Bataillone direkt oberhalb des Flusses in Stellung brachte und Patrouillen zur Erkundung weiter nördlich schickte. Dieser Widerstand und die Luftbeobachtung der vorbereiteten Stellungen deuteten darauf hin, dass die Chinesen Rückzugsgefechte im Gebiet an der Route 29 zwischen Hongch'on und Ch'unch'on planten.

Am 18. März gab General Ridgway General Hoge den Befehl, mit allen seinen Divisionen vorzurücken. Dementsprechend befahl Hoge drei seiner Divisionen, etwa acht Kilometer über ihre derzeitigen Stellungen am Fluss hinaus auf die Buster-Linie vorzurücken, die fast auf gleicher Höhe mit der Buffalo-Linie der 1. Marinedivision lag. Hoge stieß ohne Probleme gegen eine kleine Nachhut vor und erreichte am Ende des 19. März die Linie Buster–Buffalo. Angesichts des schnellen Rückzugs der Chinesen befahl General Ridgway dem IX. Korps, seinen Angriff fortzusetzen und Ch'unch'on einzunehmen. General Hoge eröffnete den Vorstoß, indem er seine Divisionen am 19. März anwies, zur Kairo-Linie vorzustoßen, etwa acht Kilometer oberhalb der Buster–Buffalo-Linie. Sobald die 1. Kavalleriedivision die Kairo-Linie erreicht hatte, befand sie sich am südlichen Rand des Beckens, in dem sich Ch'unch'on lag, und nur noch acht Kilometer von der Stadt entfernt.
Dort hatte sich der Feind auf einer Reihe von in Nord-Süd-Richtung verlaufenden Hügeln verschanzt. Nachdem die F4U Corsair der Marine Fighter Squadrons 214 und 323 Napalm und Sprengbomben auf vermutete feindliche Befestigungen geworfen hatten, beschoss die Artillerie das Ziel, bevor Panzer und Infanterie vorrückten. Am 20. März musste sich der Feind schließlich zurückziehen. Am 21. März erreichte die 1. Kavalleriedivision ohne Widerstand die Linie Kairo. Ein Einsatzkommando, das dem Hauptteil der Division vorausging, drang in der Zwischenzeit in das Ch'unch'on-Becken ein und erreichte um 13:30 Uhr die Stadt. In der Stadt gab es weder feindliche Truppen noch Material. Erst 16 km nordöstlich von Ch'unch'on entlang der Route 29 fanden sich zerstreute nordkoreanische Einheiten, die jedoch schnell vertrieben wurden. Mit der Einnahme von Ch'unch'on wurden alle wichtigen Bodenziele erreicht und die Operation damit abgeschlossen.

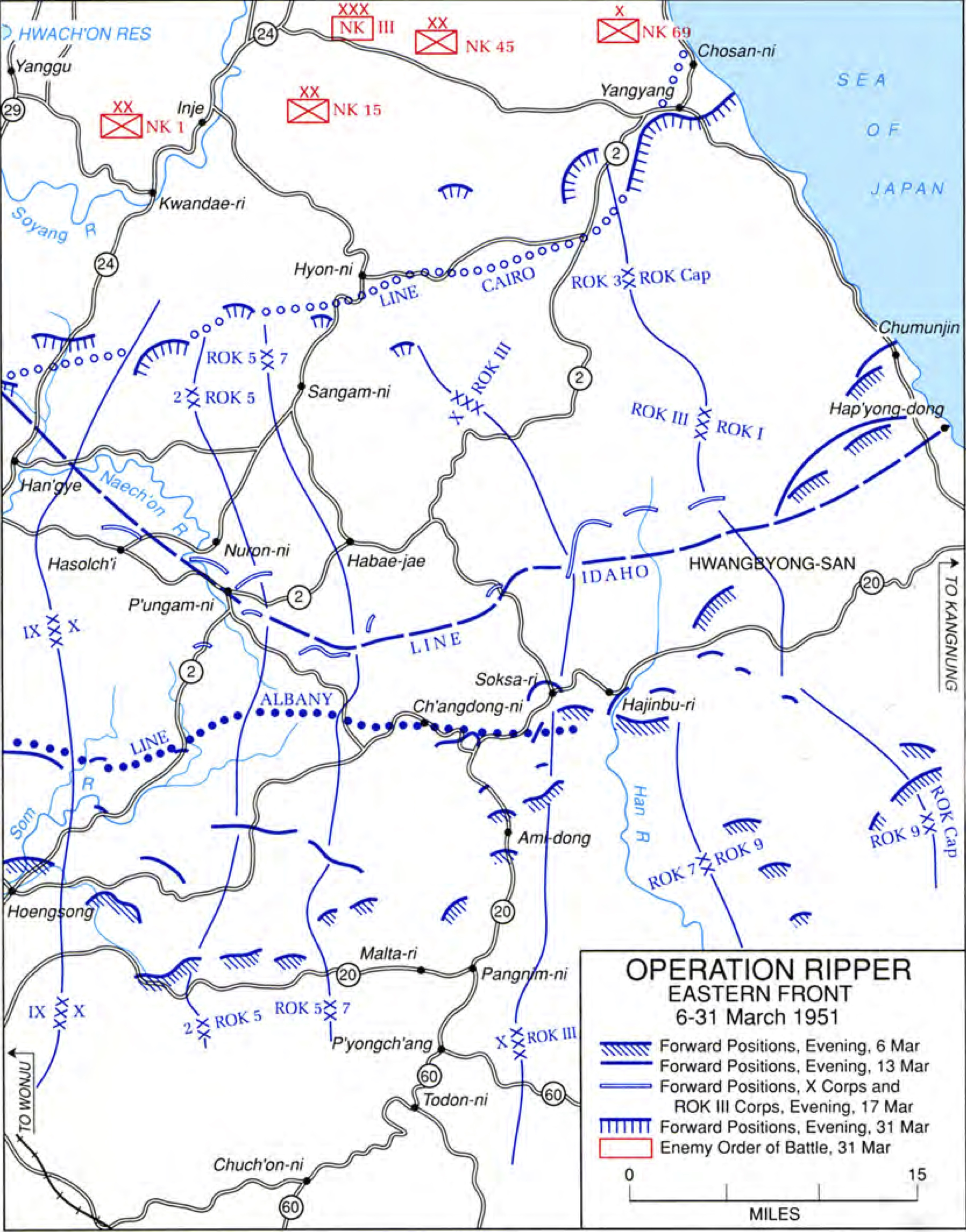
Östlicher Frontverlauf während Operation Ripper

### Idaho-Linie
Im Osten konzentrierte sich das X. Korps auf den 27 km östlich von Hongch'on gelegenen Straßenknotenpunkt Pungam-ni. Der beste Weg dorthin führte von Süden und Südwesten über Hoengsong, Yudong-ni und Kuram-ni. Am 14. März begann das 38. Infanterieregiment seinen Vormarsch durch den felsigen, von Hügeln durchsetzten Pass. Das Regiment musste mehrere Hügel erobern, bevor es sich am 17. März mit dem 9. Infanterieregiment vereinigte und sein Ziel erreichte. Weiter östlich kämpften die Einheiten der 7. US-Infanteriedivision ebenfalls nördlich und nordwestlich von Soksa-ri, bevor sie am 16. März ihr Ziel erreichten. Während Ridgways Streitkräfte im Osten ihre Positionen entlang der Linie Idaho festigten und Patrouillen nach Norden schickten, gab es immer noch das Problem der nordkoreanischen 10. Division, die im Rücken der UN-Truppen als Guerilla umherstreifte. Am 20. März drängte Ridgway General Paik die feindliche Einheit zu eliminieren. In dem schwierigen Gelände von Taebaek gelang es der sich zurückziehenden Divisionjedoch – obwohl sie durch Luft- und Bodenangriffe schwere Verluste erlitt –in kleine Gruppen aufzuteilen und Wege nach Nordwesten durch die Berge zu finden. Nach einer Reihe kleinerer Gefechte bei der Infiltration der Idaho-Linie des III. ROK Korps und des I. ROK Korps erreichten die Reste der Division, weniger als tausend Mann, am 23. März ihre eigenen Linien.

## Nachwirkungen
Obwohl die 8. Armee ihr wichtigstes territoriales Ziel, den 38. Breitengrad, erreicht hatte, war sie bei der Vernichtung von feindlichen Kräften und Material deutlich weniger erfolgreich. In der Zeit zwischen dem 1. und 15. März, in der die meisten schweren Kämpfe stattfanden, belief sich die Gesamtzahl der bekannten feindlichen Verluste auf 7.151. Da die chinesischen und nordkoreanischen Streitkräfte nach dem 15. März einen überstürzten Rückzug antraten, stieg diese Zahl jedoch nicht wesentlich an. Ch'unch'on, das als wichtiges Nachschubzentrum für die feindlichen Truppen galt, wurde bei seiner Einnahme ohne nennenswerte Versorgungsgüter vorgefunden. Zwar wurden an anderen Orten zahlreiche Materiallager beschlagnahmt, doch handelte es sich dabei nur um relativ kleine Mengen. Insgesamt war es dem feindlichen Oberkommando gelungen, den größten Teil der Truppen und des Nachschubs außerhalb der Reichweite der vorrückenden UN-Truppen zu halten. Die Verluste der UN-Truppen betrugen 1796 Gefallene, 8206 Verwundete und 1226 Vermisste. Hinzu kamen 12.631 nicht kampfbedingte Verluste. Die UN-Truppen hatten 143.952 Kriegsgefangene gemacht, von denen 37.625 Südkoreaner waren, die zwangsrekrutiert worden waren. Die genaue Zahl der Opfer bei den chinesischen und nordkoreanischen Streitkräften ist nicht eindeutig belegt.